# Fussball Club Erzgebirge Aue 2020-2021
Questa voce raccoglie le informazioni riguardanti il Fussball Club Erzgebirge Aue nelle competizioni ufficiali della stagione 2020-2021.

## Stagione
Nella stagione 2020-2021 l'Erzgebirge Aue, allenato da Dirk Schuster, concluse il campionato di 2. Bundesliga al 12º posto. In Coppa di Germania l'Erzgebirge Aue fu eliminato al primo turno dall'Ulma.

## Rosa
| N. |                        | Ruolo | Calciatore        |
| -- | ---------------------- | ----- | ----------------- |
| 1  | Germania (bandiera)    | P     | Martin Männel     |
| 2  | Francia (bandiera)     | D     | Gaëtan Bussmann   |
| 4  | Germania (bandiera)    | D     | Fabian Kalig      |
| 5  | Germania (bandiera)    | C     | Clemens Fandrich  |
| 6  | Germania (bandiera)    | D     | Florian Ballas    |
| 7  | Germania (bandiera)    | C     | Jan Hochscheidt   |
| 8  | Germania (bandiera)    | A     | Tom Baumgart      |
| 9  | Germania (bandiera)    | A     | Antonio Jonjic    |
| 10 | Azerbaigian (bandiera) | C     | Dimitri Nəzərov   |
| 11 | Germania (bandiera)    | A     | Florian Krüger    |
| 12 | Germania (bandiera)    | D     | Steve Breitkreuz  |
| 13 | Germania (bandiera)    | C     | Louis Samson      |
| 14 | Austria (bandiera)     | A     | Philipp Zulechner |
| 16 | Germania (bandiera)    | C     | Erik Majetschak   |

| N. |                                 | Ruolo | Calciatore          |
| -- | ------------------------------- | ----- | ------------------- |
| 17 | Germania (bandiera)             | C     | Philipp Riese       |
| 20 | Germania (bandiera)             | D     | Calogero Rizzuto    |
| 21 | Germania (bandiera)             | D     | Malcolm Cacutalua   |
| 22 | Germania (bandiera)             | D     | Niklas Jeck         |
| 24 | Filippine (bandiera)            | C     | John-Patrick Strauß |
| 25 | Germania (bandiera)             | P     | Philipp Klewin      |
| 26 | Germania (bandiera)             | D     | Sören Gonther       |
| 27 | Germania (bandiera)             | D     | Sascha Härtel       |
| 31 | Germania (bandiera)             | A     | Ben Zolinski        |
| 33 | Bosnia ed Erzegovina (bandiera) | C     | Ognjen Gnjatić      |
| 34 | Corea del Sud (bandiera)        | P     | Kevin Harr          |
| 37 | Germania (bandiera)             | A     | Pascal Testroet     |
| 38 | Germania (bandiera)             | C     | Noah Baumann        |
| 40 | Germania (bandiera)             | P     | Jean-Marie Plath    |

## Organigramma societario
Area tecnica
- Allenatore: Aleksey Shpilevski
- Allenatore in seconda: Sascha Franz, Marc Hensel
- Preparatore dei portieri: Daniel Haas
- Preparatori atletici: Marco Kämpfe

## Calciomercato

### Sessione estiva
| Acquisti | Acquisti       | Acquisti          | Acquisti |
| R.       | Nome           | da                | Modalità |
| -------- | -------------- | ----------------- | -------- |
| A        | Antonio Jonjic | Kaiserslautern    |          |
| A        | Ben Zolinski   | Paderborn         |          |
| P        | Kevin Harr     | Amburgo II        |          |
| P        | Philipp Klewin | Arminia Bielefeld |          |
| D        | Sascha Härtel  | Zwickau           |          |
| C        | Paul Horschig  | VfB Auerbach      |          |
| D        | Niklas Jeck    | VfB Auerbach      |          |

| Cessioni | Cessioni           | Cessioni         | Cessioni |
| R.       | Nome               | a                | Modalità |
| -------- | ------------------ | ---------------- | -------- |
| C        | Paul Horschig      | VfB Auerbach     |          |
| P        | Robert Jendrusch   | Ingolstadt 04    |          |
| C        | Nicolás Sessa      | Kaiserslautern   |          |
| A        | Christoph Daferner | Friburgo II      |          |
| A        | Njegoš Kupusović   | Stella Rossa U19 |          |
| D        | Marko Mihojević    | PAOK             |          |
| D        | Jacob Rasmussen    | Fiorentina       |          |

### Sessione invernale
| Acquisti | Acquisti | Acquisti | Acquisti |
| R.       | Nome     | da       | Modalità |
| -------- | -------- | -------- | -------- |

| Cessioni | Cessioni | Cessioni | Cessioni |
| R.       | Nome     | a        | Modalità |
| -------- | -------- | -------- | -------- |

## Risultati

### 2. Bundesliga

#### Girone di andata
| Arbitro: | Siewer |

|  |           |                                      |
|  | Marcatori | 60’ Strauß 63’ Testroet 90’ Baumgart |

| Arbitro: | Brych |

|            |           |          |
| Krüger 23’ | Marcatori | 6’ Ernst |

| Arbitro: | Günsch |

|                                      |           |  |
| Wintzheimer 17’ Kittel 57’ Narey 72’ | Marcatori |  |

| Arbitro: | Brand |

|                            |           |                 |
| Cacutalua 54’ Testroet 79’ | Marcatori | 87’ (rig.) Mohr |

| Arbitro: | Winter |

|                       |           |  |
| Žulj 74’ Ganvoula 82’ | Marcatori |  |

| Arbitro: | Badstübner |

|           |           |          |
| Krüger 2’ | Marcatori | 9’ Serra |

| Hannover 7 novembre 2020, ore 13:00 CET 7ª giornata | Hannover 96 | 0 – 0 referto | Erzgebirge Aue | HDI Arena (0 spett.)\| Arbitro: \| Bacher \| |
| Arbitro:                                            | Bacher      |               |                |                                              |

| Arbitro: | Thomsen |

|                                     |           |  |
| Testroet 7’, 56’ (rig.) Nəzərov 90’ | Marcatori |  |

| Arbitro: | Cortus |

|                    |           |                                           |
| Behrens 19’ (rig.) | Marcatori | 31’ Krüger 40’, 63’ Zolinski 74’ Testroet |

| Arbitro: | Günsch |

|  |           |                             |
|  | Marcatori | 8’ Albers 40’ (rig.) Stolze |

| Arbitro: | Koslowski |

|                          |           |                         |
| Dittgen 81’ Makienok 89’ | Marcatori | 10’ Testroet 78’ Krüger |

| Arbitro: | Alt |

|                                           |           |            |
| Krüger 2’ Testroet 19’, 51’ Zulechner 89’ | Marcatori | 58’ Goller |

| Arbitro: | Heft |

|          |           |  |
| Hack 36’ | Marcatori |  |

| Arbitro: | Siebert |

|                              |           |              |
| Krüger 42’, 67’ Testroet 88’ | Marcatori | 17’ Kaufmann |

| Arbitro: | Thomsen |

|                       |           |           |
| Michel 3’ Justvan 57’ | Marcatori | 6’ Krüger |

| Arbitro: | Günsch |

|  |           |                                    |
|  | Marcatori | 24’ Kownacki 82’ Karaman 89’ Pledl |

| Arbitro: | Sather |

|  |           |            |
|  | Marcatori | 13’ Strauß |

#### Girone di ritorno
| Arbitro: | Gerach |

|                       |           |           |
| Krüger 78’ Ballas 85’ | Marcatori | 52’ Munsy |

| Arbitro: | Schröder |

|                           |           |  |
| Hrgota 15’, 34’ Green 60’ | Marcatori |  |

| Arbitro: | Badstübner |

|                                         |           |                                      |
| Hochscheidt 26’ Fandrich 50’ Krüger 61’ | Marcatori | 14’, 30’ (rig.) Terodde 22’ Kinsombi |

| Arbitro: | Koslowski |

|                           |           |  |
| Mainka 4’ Kleindienst 90’ | Marcatori |  |

| Arbitro: | Petersen |

|              |           |  |
| Bussmann 29’ | Marcatori |  |

| Arbitro: | Thomsen |

|                    |           |  |
| Mühling 81’ (rig.) | Marcatori |  |

| Arbitro: | Aarnink |

|              |           |          |
| Testroet 64’ | Marcatori | 24’ Ochs |

| Arbitro: | Willenborg |

|                                |           |                    |
| Dursun 4’, 27’, 67’ Honsak 90’ | Marcatori | 79’ (rig.) Nəzərov |

| Arbitro: | Siewer |

|                         |           |  |
| Krüger 54’ Testroet 70’ | Marcatori |  |

| Arbitro: | Alt |

|           |           |             |
| George 5’ | Marcatori | 85’ Gonther |

| Arbitro: | Heft |

|              |           |                            |
| Testroet 73’ | Marcatori | 2’, 56’ Zander 49’ Zalazar |

| Karlsruhe 26 aprile 2021, ore 18:00 CEST 29ª giornata | Karlsruhe | 0 – 0 referto | Erzgebirge Aue | Wildparkstadion (0 spett.)\| Arbitro: \| Thomsen \| |
| Arbitro:                                              | Thomsen   |               |                |                                                     |

| Arbitro: | Gräfe |

|  |           |          |
|  | Marcatori | 85’ Hack |

| Arbitro: | Lechner |

|  |           |                           |
|  | Marcatori | 49’ Nəzərov 82’ Zulechner |

| Arbitro: | Sather |

|                            |           |                                                                                                |
| Nəzərov 1’, 4’, 56’ (rig.) | Marcatori | 10’, 73’ Srbeny 31’, 59’ Michel 41’ (rig.) Führich 45’ (aut.) Männel 78’ Antwi-Adjei 82’ Akolo |

| Arbitro: | Cortus |

|                                         |           |  |
| Appelkamp 10’ Sobottka 18’ Peterson 87’ | Marcatori |  |

| Arbitro: | Petersen |

|                  |           |          |
| Nəzərov 65’, 76’ | Marcatori | 25’ Kerk |

### Coppa di Germania
| Arbitro: | Bacher |

|                    |           |  |
| Rühle 37’ Higl 89’ | Marcatori |  |

## Statistiche

### Statistiche di squadra
| Competizione      | Punti | In casa | In casa | In casa | In casa | In casa | In casa | In trasferta | In trasferta | In trasferta | In trasferta | In trasferta | In trasferta | Totale | Totale | Totale | Totale | Totale | Totale | DR  |
| Competizione      | Punti | G       | V       | N       | P       | Gf      | Gs      | G            | V            | N            | P            | Gf           | Gs           | G      | V      | N      | P      | Gf     | Gs     | DR  |
| ----------------- | ----- | ------- | ------- | ------- | ------- | ------- | ------- | ------------ | ------------ | ------------ | ------------ | ------------ | ------------ | ------ | ------ | ------ | ------ | ------ | ------ | --- |
| 2. Bundesliga     | 44    | 17      | 8       | 4       | 5       | 29      | 28      | 17           | 4            | 4            | 9            | 15           | 25           | 34     | 12     | 8      | 14     | 44     | 53     | -9  |
| Coppa di Germania | -     | 0       | 0       | 0       | 0       | 0       | 0       | 1            | 0            | 0            | 1            | 0            | 2            | 1      | 0      | 0      | 1      | 0      | 2      | -2  |
| Totale            | 44    | 17      | 8       | 4       | 5       | 29      | 28      | 18           | 4            | 4            | 10           | 15           | 27           | 35     | 12     | 8      | 15     | 44     | 55     | -11 |

### Andamento in campionato
| Giornata  | 1 | 2 | 3  | 4 | 5 | 6  | 7 | 8 | 9 | 10 | 11 | 12 | 13 | 14 | 15 | 16 | 17 | 18 | 19 | 20 | 21 | 22 | 23 | 24 | 25 | 26 | 27 | 28 | 29 | 30 | 31 | 32 | 33 | 34 |
| --------- | - | - | -- | - | - | -- | - | - | - | -- | -- | -- | -- | -- | -- | -- | -- | -- | -- | -- | -- | -- | -- | -- | -- | -- | -- | -- | -- | -- | -- | -- | -- | -- |
| Luogo     | T | C | T  | C | T | C  | T | C | T | C  | T  | C  | T  | C  | T  | C  | T  | C  | T  | C  | T  | C  | T  | C  | T  | C  | T  | C  | T  | C  | T  | C  | T  | C  |
| Risultato | V | N | P  | V | P | N  | N | V | V | P  | N  | V  | P  | V  | P  | P  | V  | V  | P  | N  | P  | V  | P  | N  | P  | V  | N  | P  | N  | P  | V  | P  | P  | V  |
| Posizione | 1 | 2 | 10 | 3 | 7 | 10 | 9 | 7 | 6 | 8  | 10 | 6  | 6  | 6  | 7  | 9  | 9  | 7  | 8  | 8  | 9  | 9  | 9  | 9  | 10 | 8  | 9  | 10 | 10 | 12 | 11 | 11 | 13 | 12 |

Legenda:

Luogo: C = Casa; T = Trasferta. Risultato: V = Vittoria; N = Pareggio; P = Sconfitta.

### Statistiche dei giocatori
| Giocatore      | 2. Bundesliga | 2. Bundesliga | 2. Bundesliga | 2. Bundesliga | Coppa di Germania | Coppa di Germania | Coppa di Germania | Coppa di Germania | Totale   | Totale | Totale      | Totale     |
| Giocatore      | Presenze      | Reti          | Ammonizioni   | Espulsioni    | Presenze          | Reti              | Ammonizioni       | Espulsioni        | Presenze | Reti   | Ammonizioni | Espulsioni |
| -------------- | ------------- | ------------- | ------------- | ------------- | ----------------- | ----------------- | ----------------- | ----------------- | -------- | ------ | ----------- | ---------- |
| F. Ballas      | 27            | 1             | 2             | 0             | 1                 | 0                 | 1                 | 0                 | 28       | 1      | 3           | 0          |
| N. Baumann     | 1             | 0             | 1             | 0             | 0                 | 0                 | 0                 | 0                 | 1        | 0      | 1           | 0          |
| T. Baumgart    | 15            | 1             | 0             | 1             | 1                 | 0                 | 0                 | 0                 | 16       | 1      | 0           | 1          |
| S. Breitkreuz  | 26            | 0             | 3             | 1             | 0                 | 0                 | 0                 | 0                 | 26       | 0      | 3           | 1          |
| G. Bussmann    | 15            | 1             | 0             | 0             | 0                 | 0                 | 0                 | 0                 | 15       | 1      | 0           | 0          |
| M. Cacutalua   | 6             | 1             | 0             | 0             | 0                 | 0                 | 0                 | 0                 | 6        | 1      | 0           | 0          |
| C. Fandrich    | 28            | 1             | 4             | 0             | 0                 | 0                 | 0                 | 0                 | 28       | 1      | 4           | 0          |
| O. Gnjatić     | 23            | 0             | 5             | 0             | 1                 | 0                 | 1                 | 0                 | 24       | 0      | 6           | 0          |
| S. Gonther     | 33            | 1             | 4             | 0             | 1                 | 0                 | 0                 | 0                 | 34       | 1      | 4           | 0          |
| K. Harr        | 0             | 0             | 0             | 0             | 0                 | 0                 | 0                 | 0                 | 0        | 0      | 0           | 0          |
| J. Hochscheidt | 27            | 1             | 0             | 0             | 1                 | 0                 | 0                 | 0                 | 28       | 1      | 0           | 0          |
| S. Härtel      | 5             | 0             | 0             | 0             | 1                 | 0                 | 0                 | 0                 | 6        | 0      | 0           | 0          |
| N. Jeck        | 1             | 0             | 0             | 0             | 0                 | 0                 | 0                 | 0                 | 1        | 0      | 0           | 0          |
| A. Jonjic      | 11            | 0             | 0             | 0             | 0                 | 0                 | 0                 | 0                 | 11       | 0      | 0           | 0          |
| F. Kalig       | 0             | 0             | 0             | 0             | 0                 | 0                 | 0                 | 0                 | 0        | 0      | 0           | 0          |
| P. Klewin      | 1             | 0             | 0             | 0             | 0                 | 0                 | 0                 | 0                 | 1        | 0      | 0           | 0          |
| F. Krüger      | 34            | 11            | 1             | 0             | 1                 | 0                 | 0                 | 0                 | 35       | 11     | 1           | 0          |
| E. Majetschak  | 2             | 0             | 0             | 0             | 1                 | 0                 | 0                 | 0                 | 3        | 0      | 0           | 0          |
| M. Männel      | 33            | 0             | 0             | 0             | 1                 | 0                 | 0                 | 0                 | 34       | 0      | 0           | 0          |
| D. Nəzərov     | 30            | 8             | 4             | 0             | 1                 | 0                 | 0                 | 0                 | 31       | 8      | 4           | 0          |
| J. Plath       | 0             | 0             | 0             | 0             | 0                 | 0                 | 0                 | 0                 | 0        | 0      | 0           | 0          |
| P. Riese       | 23            | 0             | 6             | 0             | 1                 | 0                 | 1                 | 0                 | 24       | 0      | 7           | 0          |
| C. Rizzuto     | 25            | 0             | 3             | 1             | 1                 | 0                 | 0                 | 0                 | 26       | 0      | 3           | 1          |
| L. Samson      | 25            | 0             | 6             | 1             | 0                 | 0                 | 0                 | 0                 | 25       | 0      | 6           | 1          |
| J. Strauß      | 31            | 2             | 5             | 1             | 1                 | 0                 | 0                 | 0                 | 32       | 2      | 5           | 1          |
| P. Testroet    | 33            | 12            | 1             | 0             | 1                 | 0                 | 0                 | 0                 | 34       | 12     | 1           | 0          |
| B. Zolinski    | 28            | 2             | 5             | 0             | 0                 | 0                 | 0                 | 0                 | 28       | 2      | 5           | 0          |
| P. Zulechner   | 26            | 2             | 1             | 0             | 1                 | 0                 | 0                 | 0                 | 27       | 2      | 1           | 0          |